# Larissa Latínina
Larissa Latínina (en rus: Лари́са Латы́нина) (Kherson, Unió Soviètica 1934) és una exgimnasta especialitzada en gimnàstica artística guanyadora de 18 medalles olímpiques representant la Unió Soviètica.
Considerada una de les millors gimnastes de tots els temps, dominà aquest esport entre les dècades del 1950 i del 1960 i ostentà el rècord de medalles olímpiques aconseguides per una persona (18) durant 48 anys, fins a ser superat per l'americà Michael Phelps el 31 de juliol de 2012, així mateix és l'única dona, amb  Katie Ledecky, en haver aconseguit guanyar nou medalles d'or en uns Jocs Olímpics.

## Biografia
Va néixer el 27 de desembre de 1934 a la ciutat de Kherson, població situada a la província del mateix nom, que en aquells moments a la República Socialista Soviètica d'Ucraïna (Unió Soviètica) i que avui en dia forma part d'Ucraïna. El seu pare va ser Semión Andréievitx Dirij (1906-1943), que va morir al front durant la Batalla de Stalingrad durant l'anomenada pels russos la Gran Guerra Pàtria (El Front oriental de la Segona Guerra Mundial). La seva mare era Pelageia Anisimovna Barabaniuk (1902-1975), netejadora, i a la nit treballava com a calefactora o vigilant.
Va néixer amb el nom Larisa Dirij (en rus: Лариса Дирий). Té la nacionalitat russa.
La Larisa somiava el ballet des de nena. Quan es va obrir l'estudi coreogràfic a la Casa d'Art Popular de la ciutat, la seva mare hi va ficar la filla pels últims diners. En cinquè curs, després del tancament de l'estudi, Larisa es va matricular a la secció de gimnàstica de l'escola, on el seu primer entrenador va ser Mikhaïl Sotnitxenko.
El 1950, la gimnasta va complir amb la primera categoria esportiva de Rússia i com a part de l'equip nacional d'escolars de l'RSS d'Ucraïna va arribar al campionat de la tota la Unió a Kazan.
Al novè curs de batxillerat va obtenir el títol de Mestra d'Esports de l'URSS.
El 1953, es va graduar a l'escola secundària n. º 14 de Jersen amb medalla d'or. A continuació es va traslladar a Kíiv, va ingressar a l’Institut Politècnic de Kíiv i va continuar la seva formació amb Alexander Semiònovitx Miixakov.
Al camp d'entrenament de tota la Unió a Bratsevo, va superar amb èxit les proves de classificació per al Festival Mundial de la Joventut i els Estudiants a Bucarest, on va rebre les primeres medalles d'or. Va competir per a la Societat Esportiva de Voluntariat. «Burevestnik» (Kíiv).

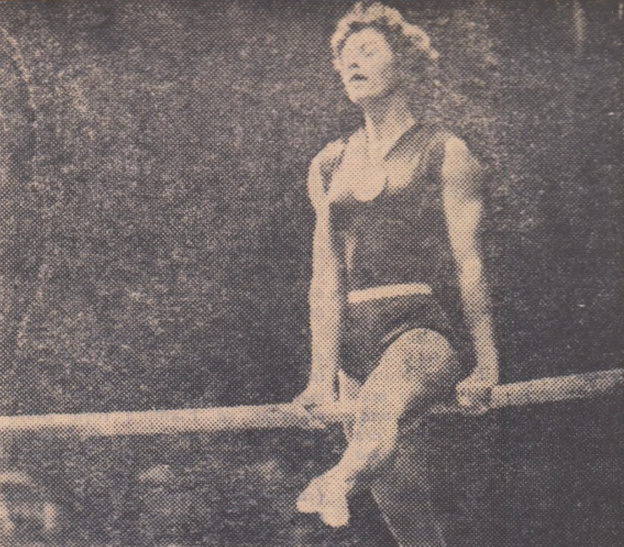
Actuació de Larisa Latínina a les barres paral·leles el 1957.

Després del seu segon any, es va traslladar a l'Institut Estatal de Cultura Física de Kíiv de l’Institut Politècnic de Kíiv, on va compaginar els seus estudis amb actuacions en competicions esportives de diversos nivells A la primavera de 1959, sent una jove mare (el desembre de 1958 Latínina va tenir la seva filla Tatiana), es va graduar a l'institut amb matrícula d'honor i va començar a preparar-se per a la II Espartaquiada d'Estiu dels Pobles de l'URSS de 1959.
Va ser membre del Partit Comunista de la Unió Soviètica des de 1963.

## Carrera esportiva

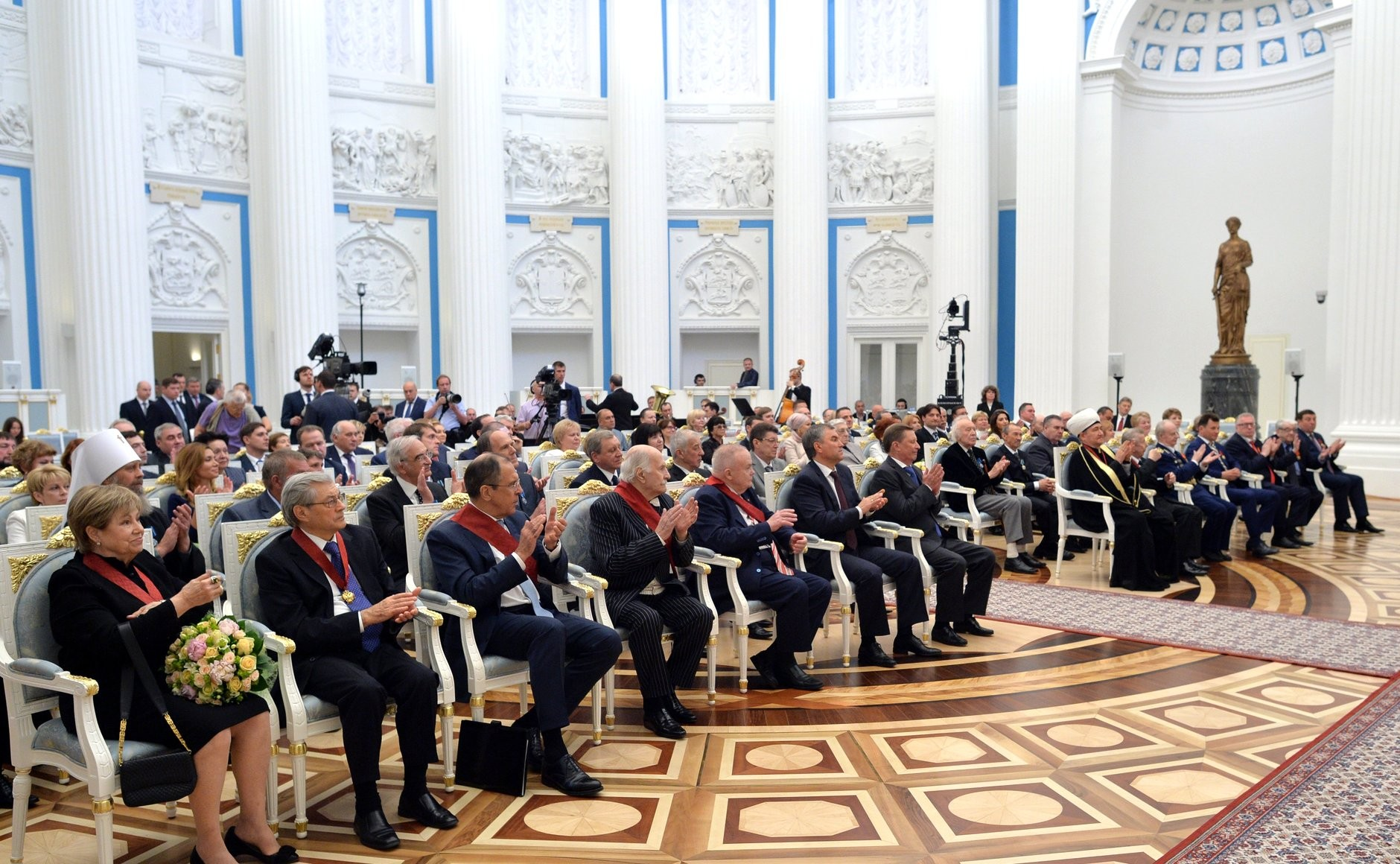
Larisa Latýnina a l'esquerra durant la cerimònia de lliurament de premis estatals de la Federació de Rússia el 2015.

Va iniciar la seva carrera com a ballarina de ballet clàssic, si bé es passà posteriorment a la gimnàstica artística. La seva carrera internacional la inicià als 19 anys en participar en el Campionat del Món de Roma l'any 1954, on va obtenir la medalla d'or en la competició per equips.
Va participar, als 21 anys, en els Jocs Olímpics d'Estiu de 1956 realitzats a Melbourne (Austràlia), on aconseguí guanyar sis medalles de les set proves disputades: la medalla d'or en la prova individual femenina, prova per equips, exercici de terra (compartida amb la seva rival hongaresa Ágnes Keleti) i salt sobre cavall; la medalla de plata en la prova de barres asimètriques i la medalla de bronze en la prova per aparells. L'única prova en la qual no obtingué medalla fou la de barra d'equilibris, en la qual finalitzà quarta i guanyà així un diploma olímpic.
En els Jocs Olímpics d'Estiu de 1960 realitzats a Roma (Itàlia) aconseguí guanyar sis medalles en les sis proves disputades (en aquesta edició deixà de realitzar-se la prova per aparells). Així doncs, guanyà la medalla d'or en la prova individual, per equips i exercici de terra; la medalla de plata en les proves de barres asimètriques i barra d'equilibris i la medalla de bronze en la prova de salt sobre cavall.
En els Jocs Olímpics d'Estiu de 1964 realitzats a Tòquio (Japó) novament fou la gran dominadora d'aquest esport, guanyant novament sis medalles de sis proves disputades i establint una gran rivalitat esportiva amb la txecoslovaca Věra Čáslavská. Així doncs, guanyà la medalla d'or en la prova per equips i en exercici de terra (tercera medalla d'or en aquestes dues proves); la medalla de plata en la prova individual (quedant just per darrere de Věra Čáslavská) i de salt sobre cavall i la medalla de bronze en les proves de barres asimètriques i barra d'equilibris.
Al llarg de la seva carrera ha guanyat catorze medalles en el Campionat del Món de gimnàstica artística, nou d'elles d'or; i catorze medalles més en el Campionat d'Europa de la disciplina, set d'elles d'or.

## Retirada i carrera com a entrenadora
En retirar-se de la competició activa, l'any 1966, passà a ser entrenadora de l'equip soviètic de gimnàstica artística, un càrrec que desenvolupà fins al 1977. Sota la seva direcció, la selecció femenina soviètica va guanyar l'or per equips als Jocs Olímpics de 1968, 1972 i 1976. En els Jocs Olímpics d'Estiu de 1980 realitzats a Moscou (Unió Soviètica) fou l'encarregada d'organitzar les proves olímpiques de gimnàstica artística.
El 2023, es va pronunciar contra els atletes russos que competien sota bandera neutral als Jocs Olímpics a causa de la invasió russa d'Ucraïna del 2022, qualificant-la de antipatriòtica.

## Família
És filla de Pelageya Anisimovna Barabamyuk (1902-1975) i Semyon Andreevich Diriy (1906-1943), que va morir en la batalla de Stalingrad. Latynina es va casar tres vegades. El seu últim i actual marit és Yuri Izrailovich Feldman (nascut el 1938), membre de l'Acadèmia Russa de Ciències Electrotècniques i antic ciclista de competició. La seva filla d'un matrimoni anterior, Tatyana Ivanovna Latínina (nascuda el 1958), és una ballarina folklòrica. Va néixer només cinc mesos després que la seva mare guanyés un títol mundial en la modalitat del concurs complet, i set mesos després del seu naixement Latínina va competir als campionats nacionals. Latínina va mantenir el seu embaràs en secret, fins i tot per al seu entrenador. També tingué un fill.

## Llibres de la seva autoria
Larisa Latínina és autora dels llibres:
- Latinina L. Sonjachna joventut / Lit. enregistrament de G. Poliixxuk. - Kíiv: Molod, 1958. - 114 p. s il.
- Latynina L. S. Equilibri. — M: Mol. Guarda, 1970. - 223 p: 8 litres. malalt. — (Esports i personalitat).
- Latynina L. S. Equilibri. Ed. 2. º — M: Mol. Guarda, 1975. - 240 p. amb llim: 16 l. malalt. — (Esport i personalitat; Llibre 25).
- Latynina L. S. Com es diu aquesta noia? -M: Pravda, 1974. - 46 p. — (B-txka “Ogonyok”; núm. 35).
- Latynina L. S. Gimnàstica a través dels anys. -M: Sov. Rússia, 1977. - 157 p.
- Latynina L. S. Gimnàstica a través dels anys. - Sant Petersburg: Fundació Ludwig Nobel: Impremta núm. º 3, impremta. 2014. - 378 pàgs., [18] l. color ill., retrat: ill., retrat; 21 cm -[15]

## Premis i honors
El 1998 va ser incorporada al Saló de la Fama de la Gimnàstica Internacional